# Gebangan (Tegowanu)
Gebangan is een bestuurslaag in het regentschap Grobogan van de provincie Midden-Java, Indonesië. Gebangan telt 982 inwoners (volkstelling 2010).